# Pedro Duque
Pedro Duque (ur. 14 marca 1963 w Madrycie) – hiszpański astronauta, inżynier aeronautyczny i polityk, pierwszy Hiszpan w kosmosie, od 2018 do 2021 minister nauki i innowacji (w latach 2018–2020 odpowiadający również za szkolnictwo wyższe).

## Życiorys
W 1986 ukończył inżynierię aeronautyczną w Escuela Técnica Superior de Ingenieros Aeronáuticos na Universidad Politécnica de Madrid. Pracował w hiszpańskim przedsiębiorstwie GMV, działającym m.in. w branży aeronautycznej. Następnie przeszedł do pracy w Europejskim Centrum Operacji Kosmicznych w Darmstadt w Niemczech, gdzie zajmował się rozwojem modeli do wyznaczania i algorytmów orbit oraz specjalistycznego oprogramowania. Pracował również przy kontroli lotów w ramach misji Europejskiej Agencji Kosmicznej. 15 maja 1992 został wybrany jako kandydat na astronautę, mający dołączyć do grupy astronautów w Europejskim Centrum Astronautyki w Kolonii. Przechodził szkolenie astronautyczne w Centrum Wyszkolenia Kosmonautów im. Jurija Gagarina w Gwiezdnym Miasteczku koło Moskwy, gdzie później był koordynatorem między załogą stacji kosmicznej Mir a europejskimi naukowcami podczas misji EuroMir 94, prowadzonej przez ESA i Roskosmos. W marcu 1995 został odznaczony Orderem Przyjaźni. W tym samym roku został wybrany przez NASA na zapasowego specjalistę ładunku do misji STS-78, służył jako łącznik koordynator na Ziemi podczas tej misji w czerwcu i lipcu 1996.
Od 29 października do 7 listopada 1998 jako specjalista misji brał udział w misji naukowej STS-95 trwającej 8 dni, 21 godzin i 44 minuty, stając się pierwszym Hiszpanem, który odbył lot kosmiczny. Umieszczono wówczas na orbicie, a po dwóch dniach przechwycono satelitę Spartan 201, który prowadził badania korony słonecznej. Od 18 do 28 października 2003 jako inżynier pokładowy uczestniczył w misji Sojuz TMA-3/Sojuz TMA-2 na Międzynarodową Stację Kosmiczną, trwającej 9 dni, 21 godzin i 2 minuty. Łącznie spędził w kosmosie 18 dni, 18 godzin i 46 minut.
Pracował następnie na macierzystej uczelni na dyrektorskim stanowisku w ETSI Aeronáuticos. Został później dyrektorem zarządzającym i następnie prezesem hiszpańskiego przedsiębiorstwa Deimos Imaging. W 2011 powrócił do pracy w Europejskiej Agencji Kosmicznej.
6 czerwca 2018 ogłoszono jego nominację na ministra nauki, innowacji i szkolnictwa wyższego w rządzie Pedra Sáncheza. Stanowisko to objął następnego dnia.
W wyborach w kwietniu 2019 i listopadzie 2019 z listy Hiszpańskiej Socjalistycznej Partii Robotniczej uzyskiwał mandat posła do Kongresu Deputowanych. W styczniu 2020 został ministrem nauki i innowacji w drugim gabinecie dotychczasowego premiera. Zakończył urzędowanie w lipcu 2021.

## Wyróżnienia
Association of Space Explorers przyznało mu Universal Astronaut Insignia za lot orbitalny (nr 383).